# Nikolàievka (Líssie Gori)
Nikolàievka - Николаевка (rus) - és un poble de l'óblast de Saràtov, a Rússia, segons el cens del 2010 tenia 4 habitants. Pertany al districte municipal de Líssie Gori.